# 4 Heures de Silverstone 2015
Navigation
Édition précédente Édition suivante
Les 4 Heures de Silverstone 2015, disputées le 11 avril 2015 sur le Circuit de Silverstone dans le cadre des 6 Heures de Silverstone, a été la première manche de l'European Le Mans Series 2015.

## Engagés
La liste officielle des engagés était composée de 31 voitures, dont 11 en LMP2, 5 en LMP3, et 9 en LM GTE et 6 en GTC.

## Qualifications
| Pos. | Classe | N° | Écurie                     | Pilote                  | Temps          | Tours |
| ---- | ------ | -- | -------------------------- | ----------------------- | -------------- | ----- |
| 1    | LMP2   | 41 | Greaves Motorsport         | Jon Lancaster           | 1 min 48 s 752 | 3     |
| 2    | LMP2   | 38 | Jota Sport                 | Harry Tincknell         | 1 min 49 s 212 | 6     |
| 3    | LMP2   | 46 | Thiriet par TDS Racing     | Tristan Gommendy        | 1 min 49 s 353 | 3     |
| 4    | LMP2   | 34 | AF Corse                   | Mikhail Aleshin         | 1 min 49 s 486 | 6     |
| 5    | LMP2   | 48 | Murphy Prototypes          | Nathanaël Berthon       | 1 min 49 s 681 | 9     |
| 6    | LMP2   | 34 | Eurasia Motorsport         | Nick de Bruijn          | 1 min 50 s 216 | 3     |
| 7    | LMP2   | 2  | Pegasus Racing             | Léo Roussel             | 1 min 50 s 757 | 2     |
| 8    | LMP2   | 45 | Ibañez Racing              | Ivan Bellarosa (nl)     | 1 min 51 s 418 | 4     |
| 9    | LMP2   | 32 | AF Corse                   | Nicolas Minassian       | 1 min 52 s 020 | 7     |
| 10   | LMP2   | 44 | Ibañez Racing              | Michele La Rosa (de)    | 1 min 53 s 096 | 7     |
| 11   | LMP2   | 40 | Krohn Racing               | Tracy Krohn             | 1 min 55 s 589 | 9     |
| 12   | LMP3   | 3  | No. 3 Team LNT             | Charlie Robertson       | 1 min 59 s 892 | 4     |
| 13   | LMGTE  | 81 | AF Corse                   | Michele Rugolo          | 2 min 00 s 151 | 6     |
| 14   | LMGTE  | 88 | Proton Competition         | Klaus Bachler           | 2 min 00 s 269 | 3     |
| 15   | LMP3   | 2  | Team LNT                   | Michael Simpson         | 2 min 00 s 457 | 6     |
| 16   | LMGTE  | 56 | AT Racing                  | Alessandro Pier Guidi   | 2 min 00 s 478 | 7     |
| 17   | LMGTE  | 52 | BMW Sports Trophy Marc VDS | Andy Priaulx            | 2 min 00 s 480 | 5     |
| 18   | LMGTE  | 86 | Gulf Racing UK             | Adam Carroll            | 2 min 00 s 641 | 6     |
| 19   | LMGTE  | 66 | JMW Motorsport             | Sam Tordoff (en)        | 2 min 00 s 997 | 7     |
| 20   | LMGTE  | 55 | AF Corse                   | Matt Griffin            | 2 min 01 s 110 | 7     |
| 21   | LMGTE  | 51 | AF Corse                   | Raffaele Giammaria (en) | 2 min 01 s 336 | 6     |
| 22   | LMGTE  | 60 | Formula Racing             | Mikkel Mac              | 2 min 01 s 437 | 9     |
| 23   | GTC    | 59 | TDS Racing                 | Franck Perera           | 2 min 01 s 939 | 5     |
| 24   | LMP3   | 11 | Lanan Racing               | Joey Foster (en)        | 2 min 02 s 045 | 8     |
| 25   | LMP3   | 7  | Université de Bolton       | Rob Garofall            | 2 min 02 s 686 | 5     |
| 26   | GTC    | 63 | AF Corse                   | Marco Cioci             | 2 min 03 s 002 | 7     |
| 27   | GTC    | 62 | AF Corse                   | Francesco Castellacci   | 2 min 03 s 298 | 5     |
| 28   | GTC    | 64 | AF Corse                   | Francisco Guedes        | 2 min 03 s 564 | 7     |
| 29   | GTC    | 68 | Massive Motorsport         | Casper Elgaard          | 2 min 04 s 096 | 3     |
| 30   | GTC    | 85 | Gulf Racing UK             | Daniel Brown (en)       | 2 min 04 s 596 | 3     |
| 31   | LMP3   | 15 | SVK par Speed Factory      | Konstantīns Calko (en)  | 2 min 06 s 697 | 4     |

## Course

### Classement de la course
Voici le classement provisoire au terme de la course.
- Les vainqueurs de chaque catégorie sont signalés par un fond jauni.
- Pour la colonne Pneus, il faut passer le curseur au-dessus du modèle pour connaître le manufacturier de pneumatiques.

| Pos  | Classe | no | Écurie                 | Pilotes                                                                   | Châssis                        | Pneus | Tours |
| Pos  | Classe | no | Écurie                 | Pilotes                                                                   | Moteur                         | Pneus | Tours |
| ---- | ------ | -- | ---------------------- | ------------------------------------------------------------------------- | ------------------------------ | ----- | ----- |
| 1    | LMP2   | 41 | Greaves Motorsport     | Gary Hirsch Jon Lancaster Björn Wirdheim                                  | Gibson 015S                    | D     | 118   |
| 1    | LMP2   | 41 | Greaves Motorsport     | Gary Hirsch Jon Lancaster Björn Wirdheim                                  | Nissan VK45DE 4.5 L V8 Atmo    | D     | 118   |
| 2    | LMP2   | 38 | Jota Sport             | Simon Dolan Filipe Albuquerque Harry Tincknell                            | Gibson 015S                    | D     | 118   |
| 2    | LMP2   | 38 | Jota Sport             | Simon Dolan Filipe Albuquerque Harry Tincknell                            | Nissan VK45DE 4.5 L V8 Atmo    | D     | 118   |
| 3    | LMP2   | 46 | Thiriet par TDS Racing | Pierre Thiriet Ludovic Badey Tristan Gommendy                             | Oreca 05                       | D     | 118   |
| 3    | LMP2   | 46 | Thiriet par TDS Racing | Pierre Thiriet Ludovic Badey Tristan Gommendy                             | Nissan VK45DE 4.5 L V8 Atmo    | D     | 118   |
| 4    | LMP2   | 40 | Krohn Racing           | Tracy Krohn Niclas Jönsson Oswaldo Negri Jr.                              | Ligier JS P2                   | M     | 117   |
| 4    | LMP2   | 40 | Krohn Racing           | Tracy Krohn Niclas Jönsson Oswaldo Negri Jr.                              | Judd HK 3.6 L V8 Atmo          | M     | 117   |
| 5    | LMP2   | 33 | Eurasia Motorsport     | Pu Jun Jin (en) Nick de Bruijn                                            | Oreca 03R                      | D     | 116   |
| 5    | LMP2   | 33 | Eurasia Motorsport     | Pu Jun Jin (en) Nick de Bruijn                                            | Nissan VK45DE 4.5 L V8 Atmo    | D     | 116   |
| 6    | LMP2   | 32 | AF Corse               | Maurizio Mediani Nicolas Minassian David Markozov                         | Oreca 03                       | M     | 114   |
| 6    | LMP2   | 32 | AF Corse               | Maurizio Mediani Nicolas Minassian David Markozov                         | Nissan VK45DE 4.5 L V8 Atmo    | M     | 114   |
| 7    | LMP2   | 45 | Ibañez Racing          | José Ibañez Ivan Bellarosa (nl) Pierre Perret                             | Oreca 03R                      | D     | 114   |
| 7    | LMP2   | 45 | Ibañez Racing          | José Ibañez Ivan Bellarosa (nl) Pierre Perret                             | Nissan VK45DE 4.5 L V8 Atmo    | D     | 114   |
| 8    | LMGTE  | 86 | Gulf Racing UK         | Michael Wainwright Phil Keen Adam Carroll                                 | Porsche 911 RSR                | D     | 110   |
| 8    | LMGTE  | 86 | Gulf Racing UK         | Michael Wainwright Phil Keen Adam Carroll                                 | Porsche 4.0 L Flat-6 Atmo      | D     | 110   |
| 9    | LMGTE  | 66 | JMW Motorsport         | George Richardson Robert Smith Sam Tordoff (en)                           | Ferrari 458 Italia GT2         | D     | 109   |
| 9    | LMGTE  | 66 | JMW Motorsport         | George Richardson Robert Smith Sam Tordoff (en)                           | Ferrari 4.5 L V8 Atmo          | D     | 109   |
| 10   | LMGTE  | 55 | AF Corse               | Duncan Cameron Matt Griffin Aaron Scott                                   | Ferrari 458 Italia GT2         | D     | 109   |
| 10   | LMGTE  | 55 | AF Corse               | Duncan Cameron Matt Griffin Aaron Scott                                   | Ferrari 4.5 L V8 Atmo          | D     | 109   |
| 11   | LMGTE  | 52 | BMW Team Marc VDS      | Henry Hassid Jesse Krohn Andy Priaulx                                     | BMW Z4 GTE (en)                | D     | 109   |
| 11   | LMGTE  | 52 | BMW Team Marc VDS      | Henry Hassid Jesse Krohn Andy Priaulx                                     | BMW 4.4 L V8                   | D     | 109   |
| 12   | LMGTE  | 88 | Proton Competition     | Christian Ried Khaled Al Qubaisi Klaus Bachler                            | Porsche 911 RSR                | D     | 109   |
| 12   | LMGTE  | 88 | Proton Competition     | Christian Ried Khaled Al Qubaisi Klaus Bachler                            | Porsche 4.0 L Flat-6 Atmo      | D     | 109   |
| 13   | LMGTE  | 60 | Formula Racing         | Johnny Laursen Mikkel Mac Andrea Rizzoli                                  | Ferrari 458 Italia GT2         | D     | 109   |
| 13   | LMGTE  | 60 | Formula Racing         | Johnny Laursen Mikkel Mac Andrea Rizzoli                                  | Ferrari 4.5 L V8 Atmo          | D     | 109   |
| 14   | GTC    | 59 | TDS Racing             | Eric Dermont Dino Lunardi Franck Perera                                   | BMW Z4 GT3                     | D     | 108   |
| 14   | GTC    | 59 | TDS Racing             | Eric Dermont Dino Lunardi Franck Perera                                   | BMW 4.4 L V8                   | D     | 108   |
| 15   | LMGTE  | 56 | AT Racing              | Alexander Talkanitsa, Jr. Alexander Talkanitsa, Sr. Alessandro Pier Guidi | Ferrari 458 Italia GT2         | D     | 107   |
| 15   | LMGTE  | 56 | AT Racing              | Alexander Talkanitsa, Jr. Alexander Talkanitsa, Sr. Alessandro Pier Guidi | Ferrari 4.5 L V8 Atmo          | D     | 107   |
| 16   | LMP3   | 3  | Team LNT               | Chris Hoy Charlie Robertson                                               | Ginetta-Juno P3-15             | M     | 107   |
| 16   | LMP3   | 3  | Team LNT               | Chris Hoy Charlie Robertson                                               | Nissan VK50 5.0 L V8 Atmo      | M     | 107   |
| 17   | LMP3   | 2  | Team LNT               | Michael Simpson Gaëtan Paletou                                            | Ginetta-Juno P3-15             | M     | 106   |
| 17   | LMP3   | 2  | Team LNT               | Michael Simpson Gaëtan Paletou                                            | Nissan VK50 5.0 L V8 Atmo      | M     | 106   |
| 18   | GTC    | 64 | AF Corse               | Mads Rasmussen Francisco Guedes Filipe Barreiros                          | Ferrari 458 Italia GT3         | D     | 106   |
| 18   | GTC    | 64 | AF Corse               | Mads Rasmussen Francisco Guedes Filipe Barreiros                          | Ferrari 4.5 L V8 Atmo          | D     | 106   |
| 19   | LMP2   | 34 | AF Corse               | Mikhail Aleshin Anton Ladygin (de) Kirill Ladygin                         | Oreca 03                       | M     | 105   |
| 19   | LMP2   | 34 | AF Corse               | Mikhail Aleshin Anton Ladygin (de) Kirill Ladygin                         | Nissan VK45DE 4.5 L V8 Atmo    | M     | 105   |
| 20   | LMP3   | 7  | Université de Bolton   | Rob Garofall Jens Petersen                                                | Ginetta-Juno P3-15             | M     | 105   |
| 20   | LMP3   | 7  | Université de Bolton   | Rob Garofall Jens Petersen                                                | Nissan VK50 5.0 L V8 Atmo      | M     | 105   |
| 21   | LMP3   | 15 | SVK par Speed Factory  | Konstantīns Calko (en) Jésus Fuster Dainius Matijošaitis                  | Ginetta-Juno P3-15             | M     | 102   |
| 21   | LMP3   | 15 | SVK par Speed Factory  | Konstantīns Calko (en) Jésus Fuster Dainius Matijošaitis                  | Nissan VK50 5.0 L V8 Atmo      | M     | 102   |
| 22   | GTC    | 85 | Gulf Racing UK         | Daniel Brown (en) Roald Goethe Archie Hamilton                            | Lamborghini Gallardo LP560 GT3 | D     | 92    |
| 22   | GTC    | 85 | Gulf Racing UK         | Daniel Brown (en) Roald Goethe Archie Hamilton                            | Lamborghini 5.2 L V10 Atmo     | D     | 92    |
| Abd. | LMP2   | 44 | Ibañez Racing          | Michele La Rosa (de) Yutaka Yamagishi                                     | Oreca 03                       | D     | 99    |
| Abd. | LMP2   | 44 | Ibañez Racing          | Michele La Rosa (de) Yutaka Yamagishi                                     | Nissan VK45DE 4.5 L V8 Atmo    | D     | 99    |
| Abd. | LMP2   | 48 | Murphy Prototypes      | Michael Lyons Nathanaël Berthon Mark Patterson                            | Oreca 03R                      | D     | 83    |
| Abd. | LMP2   | 48 | Murphy Prototypes      | Michael Lyons Nathanaël Berthon Mark Patterson                            | Nissan VK45DE 4.5 L V8 Atmo    | D     | 83    |
| Abd. | GTC    | 63 | AF Corse               | Marco Cioci Ilya Melnikov Giorgio Roda                                    | Ferrari 458 Italia GT3         | D     | 67    |
| Abd. | GTC    | 63 | AF Corse               | Marco Cioci Ilya Melnikov Giorgio Roda                                    | Ferrari 4.5 L V8 Atmo          | D     | 67    |
| Abd. | GTC    | 68 | Massive Motorsport     | Casper Elgaard Simon Møller Kristian Poulsen                              | Aston Martin V12 Vantage GT3   | D     | 65    |
| Abd. | GTC    | 68 | Massive Motorsport     | Casper Elgaard Simon Møller Kristian Poulsen                              | Aston Martin 4.5 L V8          | D     | 65    |
| Abd. | LMP2   | 29 | Pegasus Racing         | Léo Roussel David Cheng Jonathan Coleman                                  | Morgan LMP2                    | M     | 64    |
| Abd. | LMP2   | 29 | Pegasus Racing         | Léo Roussel David Cheng Jonathan Coleman                                  | Nissan VK45DE 4.5 L V8 Atmo    | M     | 64    |
| Abd. | LMP3   | 11 | Lanan Racing           | Alex Craven Joey Foster (en) Charlie Hollings                             | Ginetta-Juno P3-15             | M     | 52    |
| Abd. | LMP3   | 11 | Lanan Racing           | Alex Craven Joey Foster (en) Charlie Hollings                             | Nissan VK50 5.0 L V8 Atmo      | M     | 52    |
| Abd. | LMGTE  | 51 | AF Corse               | Matteo Cressoni Raffaele Giammaria (en) Peter Mann                        | Ferrari 458 Italia GT2         | D     | 35    |
| Abd. | LMGTE  | 51 | AF Corse               | Matteo Cressoni Raffaele Giammaria (en) Peter Mann                        | Ferrari 4.5 L V8 Atmo          | D     | 35    |
| Abd. | LMGTE  | 81 | AF Corse               | Michele Rugolo Stephen Wyatt Rui Águas                                    | Ferrari 458 Italia GT2         | D     | 32    |
| Abd. | LMGTE  | 81 | AF Corse               | Michele Rugolo Stephen Wyatt Rui Águas                                    | Ferrari 4.5 L V8 Atmo          | D     | 32    |
| Np.  | GTC    | 62 | AF Corse               | Francesco Castellacci Thomas Flohr Stuart Hall                            | Ferrari 458 Italia GT3         | D     | -     |
| Np.  | GTC    | 62 | AF Corse               | Francesco Castellacci Thomas Flohr Stuart Hall                            | Ferrari 4.5 L V8 Atmo          | D     | -     |

## Pole position et record du tour
- Pole position : Jon Lancaster sur n°41 Greaves Motorsport en 1 min 48 s 752
- Meilleur tour en course : Harry Tincknell sur n°38 Jota Sport en 1 min 50 s 405 au 2e tour.

## Tours en tête
Tours en tête
- no 41 Gibson 015S - Greaves Motorsport : 64 tours (1-3 / 5-11 / 25-26 / 45-92 / 115-118)
- no 38 Gibson 015S - Jota Sport : 31 tours (4 / 12-23 / 27-44)
- no 46 Oreca 05 - Thiriet par TDS Racing : 23 tours (24 / 93-114)

## À noter
- Longueur du circuit : 5,901 km
- Distance parcourue par les vainqueurs : 696,318 km